# In a Dream (EP)
In a Dream é o quinto extended play (EP) do cantor australiano Troye Sivan, lançado em 21 de agosto de 2020 através da EMI, Universal Music Australia e Capitol Records. O EP segue o lançamento do seu segundo álbum de estúdio Bloom (2018), e é procedido pelos singles "Take Yourself Home", "Easy" e "Rager Teenager!".
Sivan descreveu o EP como "Uma história que ainda está a desenrolar, esta pequena coleção de canções explora um período emocional de montanha russa na minha vida quando os sentimentos e pensamentos eram mais chocantemente frescos. Revisitar estas músicas e momentos é difícil, mas estou orgulhoso desta música e entusiasmado por tê-la no mundo".

## Lançamento e promoção
O primeiro single do EP foi anunciado em 20 de março de 2020, onde Sivan mencionou que ele tinha uma música muito em breve a ser lançada, mais tarde em 21 de março. Sivan divulgou uma parte da letra, para oficializar o lançamento da música em 1 de abril, através de suas redes sociais. Em 9 de julho, foi anunciado "Easy" que foi lançada em 15 de julho, uma música que ele já havia mostrado um trecho em sua conta do Instagram. Em 15 de julho, Sivan anunciou que a música seria acompanhada por um videoclipe e minutos depois ele anunciou o EP In a Dream.

## Lista de faixas
Todas as faixas foram produzidas por OzGo, com exceção de "Could Cry Just Thinkin About You", que foi produzida por Teo Halm.
| In a Dream - Edição padrão |                                    |                                                      |         |  |
| N.º                        | Título                             | Compositor(es)                                       | Duração |  |
| 1.                         | "Take Yourself Home"               | Troye Sivan Brett McLaughlin Tayla Parx Oscar Görres | 4:09    |  |
| 2.                         | "Easy"                             | Sivan Görres                                         | 3:46    |  |
| 3.                         | "Could Cry Just Thinkin About You" | Sivan Teo Halm                                       | 0:51    |  |
| 4.                         | "Stud"                             | Sivan McLaughlin James Alan Ghaleb Görres            | 3:29    |  |
| 5.                         | "Rager Teenager!"                  | Sivan McLaughlin Görres                              | 3:21    |  |
| 6.                         | "In a Dream"                       | Sivan McLaughlin Görres                              | 3:49    |  |
| Duração total:             | Duração total:                     | Duração total:                                       | 19:26   |  |

| Faixa bônus da edição deluxe da Target (EUA) |                                 |                              |         |  |
| N.º                                          | Título                          | Compositor(es)               | Duração |  |
| 7.                                           | "Take Yourself Home" (acústico) | Sivan McLaughlin Parx Görres | 2:58    |  |

| Faixa bônus do vinil do Reino Unido |                      |                |         |  |
| N.º                                 | Título               | Compositor(es) | Duração |  |
| 8.                                  | "Easy" (nota de voz) | Sivan Görres   | 2:16    |  |
| Duração total:                      | Duração total:       | Duração total: | 21:42   |  |

| Versão LP - Lado B |                   |                         |         |  |
| N.º                | Título            | Compositor(es)          | Duração |  |
| 1.                 | "10/10"           |                         |         |  |
| 2.                 | "Rager Teenager!" | Sivan McLaughlin Görres |         |  |
| 3.                 | "In a Dream"      | Sivan McLaughlin Görres | 3:49    |  |

Notas

## Desempenho nas tabelas musicas

### Posições
| Tabela musical (2020)               | Melhor posição |
| ----------------------------------- | -------------- |
| Alemanha (GfK Entertainment Charts) | 42             |
| Austrália (ARIA)                    | 3              |
| Escócia (Scottish Albums)           | 27             |
| Estados Unidos (Billboard 200)      | 70             |
| França (PROMUSICAE)                 | 70             |
| Nova Zelândia (RMNZ)                | 27             |
| Reino Unido (UK Albums Chart)       | 34             |
| Suíça (Schweizer Hitparade)         | 81             |

## Históricos de lançamentos
| Região         | Data                 | Formato(s)                    | Versão              | Ref.          |
| -------------- | -------------------- | ----------------------------- | ------------------- | ------------- |
| Várias         | 21 de agosto de 2020 | CD streaming download digital | Padrão              | [ 1 ] [ 20 ]  |
| Estados Unidos | 21 de agosto de 2020 | CD                            | Exclusiva da Target | [ 21 ]        |
| Várias         | 9 de outubro de 2020 | vinil cassete                 | Padrão              | [ 22 ] [ 23 ] |